# Puchar Europy Zdobywczyń Pucharów siatkarek (1974/1975)
Puchar Europy Zdobywczyń Pucharów 1974/1975 – 3. sezon Puchar Europy Zdobywczyń Pucharów rozgrywanego od 1974 roku, organizowanego przez Europejską Konfederację Piłki Siatkowej (CEV) w ramach europejskich pucharów dla żeńskich klubowych zespołów siatkarskich "starego kontynentu".

## Drużyny uczestniczące
- Galatasaray SK
- Duschek Innsbruck
- Cambridge IMKA
- Slávia Bratysława
- CD Universidade de Porto
- ASUL Lyon
- Traktor Schwerin
- Residance Walferdangen
- Dinamo Bukareszt
- VC Lausanne
- Dilbeek VK
- Lycurgus Groningen
- Újpest Dózsa
- Orlandini Reggio Emilia
- Panathinaikos Ateny
- Biebrich Wiesbaden
- Start Łódź
- Crvena zvezda Belgrad
- Slavia Sofia
- CSKA Moskwa

## Rozgrywki

### Runda wstępna
| Data       | Drużyna 1                | Wynik | Drużyna 2              | Sety                            |
| ---------- | ------------------------ | ----- | ---------------------- | ------------------------------- |
| 17.11.1974 | Galatasaray Stambuł      | 3:2   | Duschek Innsbruck      | 15:4, 14:16, 12:15, 15:4, 15:5  |
| 23.11.1974 | Galatasaray Stambuł      | 3:2   | Duschek Innsbruck      | 11:15, 15:7, 15:13, 14:16, 15:9 |
| 17.11.1974 | Cambridge IMKA           | :     | Slávia Bratysława      |                                 |
|            | Cambridge IMKA           | :     | Slávia Bratysława      |                                 |
| 17.11.1974 | CD Universidade de Porto | 0:3   | ASSU Lyon              |                                 |
| 24.11.1974 | CD Universidade de Porto | 0:3   | ASSU Lyon              |                                 |
| 17.11.1974 | Traktor Schwerin         | 3:0   | Residance Walferdangen | 15:2, 15:1, 15:0                |
|            | Traktor Schwerin         | 3:0   | Residance Walferdangen |                                 |

### Runda 1/8
| Data       | Drużyna 1             | Wynik | Drużyna 2           | Sety                      |
| ---------- | --------------------- | ----- | ------------------- | ------------------------- |
|            | Dinamo Bukareszt      | :     | Galatasaray Stambuł |                           |
|            | Dinamo Bukareszt      | :     | Galatasaray Stambuł |                           |
| 04.01.1975 | Traktor Schwerin      | 3:0   | VC Lausanne         | 15:6, 15:5, 15:1          |
| 11.01.1975 | Traktor Schwerin      | 3:0   | VC Lausanne         |                           |
|            | Slávia Bratysława     | :     | Dilbeek VK          |                           |
|            | Slávia Bratysława     | :     | Dilbeek VK          |                           |
| 04.01.1975 | Lycurgus Groningen    | 0:3   | Újpest Dózsa        | 5:15, 1:15, 8:15          |
| 11.01.1975 | Lycurgus Groningen    | 0:3   | Újpest Dózsa        | 3:15, 11:15, 6:15         |
| 04.01.1975 | Orlandi Reggio Emilia | 3:2   | Panathinaikos Ateny | [ 1 ]                     |
| 07.01.1975 | Orlandi Reggio Emilia | 3:1   | Panathinaikos Ateny |                           |
|            | Biebrich Wiesbaden    | :     | Start Łódź          |                           |
|            | Biebrich Wiesbaden    | :     | Start Łódź          |                           |
| 05.01.1975 | Crvena zvezda Belgrad | 3:1   | Slavia Sofia        | 15:11, 15:9, 10:15, 15:10 |
| 12.01.1975 | Crvena zvezda Belgrad | 0:3   | Slavia Sofia        | 8:15, 8:15, 5:15          |
|            | ASSU Lyon             | :     | CSKA Moskwa         |                           |
| 11.01.1975 | ASSU Lyon             | 0:3   | CSKA Moskwa         | 5:15, 5:15, 3:15          |

### Ćwierćfinał
| Data       | Drużyna 1             | Wynik | Drużyna 2          | Sety                     |
| ---------- | --------------------- | ----- | ------------------ | ------------------------ |
| 08.02.1975 | Dinamo Bukareszt      | 1:3   | Traktor Schwerin   | 17:15, 9:15, 9:15, 12:15 |
| 15.02.1975 | Dinamo Bukareszt      | 0:3   | Traktor Schwerin   |                          |
| 08.02.1975 | Slávia Bratysława     | 3:0   | Újpest Dózsa       | 15:3, 15:11, 15:9        |
| 14.02.1975 | Slávia Bratysława     | 1:3   | Újpest Dózsa       | 11:15, 6:15, 15:3, 15:17 |
| 08.02.1975 | Orlandi Reggio Emilia | 3:1   | Biebrich Wiesbaden | 7:15, 15:6, 15:6, 15:3   |
| 15.02.1975 | Orlandi Reggio Emilia | 3:0   | Biebrich Wiesbaden | 15:8, 15:6, 15:11        |
| 08.02.1975 | Slavia Sofia          | 0:3   | CSKA Moskwa        | 8:15, 4:15, 6:15         |
| 14.02.1975 | Slavia Sofia          | 0:3   | CSKA Moskwa        | 5:15, 10:15, 9:15        |

### Turniej finałowy
Eupen
Tabela
| Lp. | Drużyna               | Pkt | Mecze | Mecze | Mecze | Sety | Sety | Sety  |
| Lp. | Drużyna               | Pkt | M     | W     | P     | wyg. | prz. | ratio |
| --- | --------------------- | --- | ----- | ----- | ----- | ---- | ---- | ----- |
| 1   | Traktor Schwerin      | 6   | 3     | 3     | 0     | 9    | 2    | 4.500 |
| 2   | CSKA Moskwa           | 5   | 3     | 2     | 1     | 8    | 3    | 2.667 |
| 3   | Slávia Bratysława     | 4   | 3     | 1     | 2     | 3    | 6    | 0.500 |
| 4   | Orlandi Reggio Emilia | 3   | 3     | 0     | 3     | 0    | 9    | 0.000 |

Wyniki
| Data       | Drużyna 1         | Wynik | Drużyna 2             | Sety                            |
| ---------- | ----------------- | ----- | --------------------- | ------------------------------- |
| 06.03.1975 | CSKA Moskwa       | 3:0   | Orlandi Reggio Emilia |                                 |
| 06.03.1975 | Traktor Schwerin  | 3:0   | Slávia Bratysława     |                                 |
|            |                   |       |                       |                                 |
| 07.03.1975 | Slávia Bratysława | 3:0   | Orlandi Reggio Emilia |                                 |
| 07.03.1975 | Traktor Schwerin  | 3:2   | CSKA Moskwa           | 11:15, 15:8, 13:15, 15:12, 15:7 |
|            |                   |       |                       |                                 |
| 08.03.1975 | Traktor Schwerin  | 3:0   | Orlandi Reggio Emilia | 15:2, 15:5, 15:3, 15:9, 15:9    |
| 08.03.1975 | CSKA Moskwa       | 3:0   | Slávia Bratysława     |                                 |

## Klasyfikacja końcowa
| Miejsce | Drużyna                 |
| ------- | ----------------------- |
| złoto   | Traktor Schwerin        |
| srebro  | CSKA Moskwa             |
| brąz    | Slávia Bratysława       |
| 4.      | Orlandini Reggio Emilia |